# Bidens

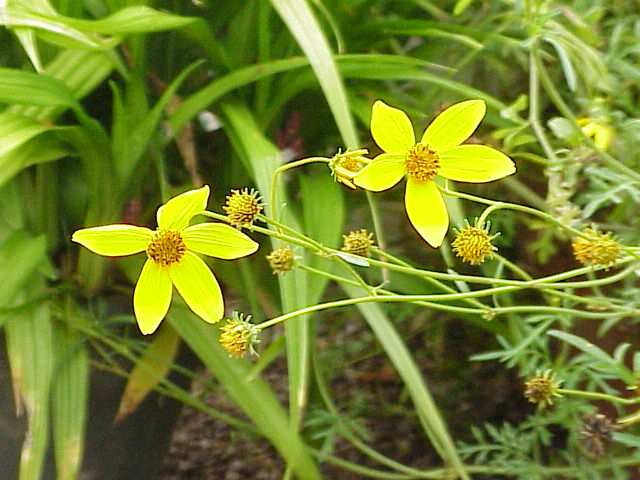
Bidens ferulifolia.

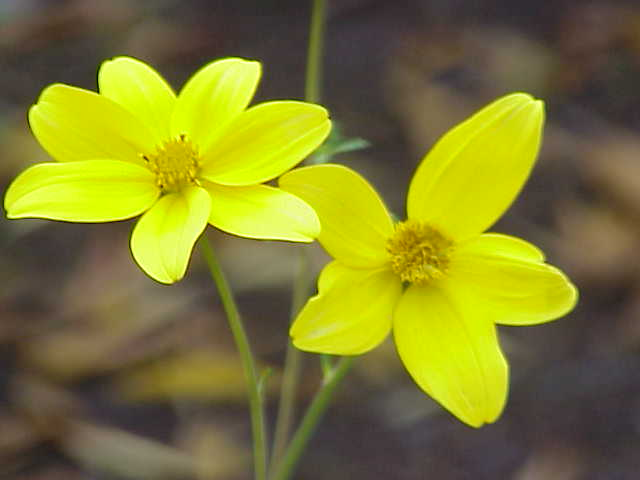
Bidens ferulifolia.

Bidens es un género con alrededor de 200 especies de plantas de la familia Asteraceae. La especie Bidens laevis es muy apreciada por sus flores en el sudeste de los Estados Unidos. Bidens frondosa es considerada en Nueva Zelanda una planta invasora.

## Descripción
Plantas  herbáceas  o  subarbustivas,  a  veces  rastreras  o  trepadoras. Hojas mayormente opuestas, las superiores a veces alternas, enteras a profundamente divididas,  a  menudo  con  gran  variación  dentro  de  una  sola  especie. Inflorescencia  en forma de cabezuelas solitarias o agrupadas en conjuntos corimboso-paniculados. Involucro cilíndrico a hemisférico, por lo general manifiestamente biseriado, sus brácteas exteriores por lo común angostas y de textura herbácea, las interiores membranáceas, a menudo más anchas y con márgenes hialinos o amarillentos; receptáculo plano a convexo, provisto de páleas angostas y más o menos planas. Flores liguladas generalmente en número de 5 a 8, a veces diminutas o ausentes, con frecuencia estériles, rara vez fértiles, sus corolas blancas, amarillas, moradas o rosadas; flores del disco hermafroditas, comúnmente amarillas y numerosas, anteras con las bases auriculadas o aflechadas, ramas del estilo de las flores hermafroditas lineares o linear- oblongas, provistas de apéndices barbados. Aquenios básicamente 3 o 4-gonales, aunque a menudo dorsoventralmente comprimidos, por lo general con 4 costillas gruesas en los ángulos alternando con 4 costillas conspicuas o inconspicuas en las caras, lineares a cuneiformes u obovado-oblongos, vilano de 0 a 8 aristas.

## Ecología
Las especies Bidens son utilizadas como alimento de las larvas de algunas especies de Lepidoptera incluyendo Hypercompe hambletoni.
Los frutos tienen vellosidad o ganchos para adherirse a las ropas o piel de los animales para la difusión de las semillas.

## Taxonomía
El género fue descrito por Carlos Linneo y publicado en Species Plantarum 2: 831–834. 1753.
Etimología
Bidens: nombre genérico que deriva de dos palabras latínas "bis" (= dos veces) y " dens " (= diente) y se refiere a las cerdas de las cipselas de algunas especies de este género que están formados solo por dos dientes afilados. Los primeros eruditos de la naturaleza del Renacimiento, incluyendo Pietro Andrea Mattioli (1501 - 1578), humanista y médico, así como botánico, había incluido las especies de este género en el grupo de Eupatorium, pero fue el botánico francés Joseph Pitton de Tournefort (1656 - 1708 ) quien da importancia al carácter del aquenio y utilizó por primera vez este nombre (y, por tanto, fundó la etimología), que más tarde Carl von Linné mantuvo en sus escritos a partir de 1737 en adelante.

## Especies
| - Bidens alba (L.) DC. - Bidens aequisquama (Fernald) Sherff - Bidens aequisquama var. guanajuatensis Melchert - Bidens amplectens Sherff - Bidens amplissima Greene - Bidens angustissima Kunth - Bidens anthemoides (DC.) Sherff - Bidens aristosa (Michx.) Britt. - Bidens clavata R.E.Ballard - Bidens asymmetrica (Levl.) Sherff - Bidens aurea (Aiton) Sherff - Bidens bidentoides (Nutt.) Britt. - Bidens bigelovii Gray - Bidens bipinnata L. - Bidens campylotheca Sch.Bip. - Bidens cernua L. - Bidens cervicata Sherff - Bidens chiapensis Brandegee - Bidens chiapensis var. feddemana (Sherff) Melchert - Bidens conjuncta Sherff - Bidens connata Muhl. ex Willd. - Bidens coronata (L.) Britt. - Bidens cosmoides (Gray) Sherff - Bidens cuneata Sherff - Bidens cynapiifolia Kunth - Bidens discoidea (Torr. & Gray) Britt. - Bidens eatonii Fern. - Bidens ferulifolia (Jacq.) Sweet - Bidens forbesii Sherff - Bidens frondosa L. - Bidens gardneri Baker - Bidens hawaiensis Gray - Bidens heterodoxa (Fern.) Fern. & H.St.John - Bidens heterosperma Gray - Bidens hillebrandiana (Drake) O.Deg. | - Bidens hirta Jord. - Bidens hyperborea Greene - Bidens laevis (L.) "Britton, Sterns & Poggenb." - Bidens lemmonii Gray - Bidens leptocephala Sherff - Bidens macrocarpa (Gray) Sherff - Bidens mauiensis (Gray) Sherff - Bidens menziesii (Gray) Sherff - Bidens micrantha Gaud. - Bidens mitis (Michx.) Sherff - Bidens molokaiensis Sherff - Bidens × multiceps Fassett - Bidens ostruthioides (DC.) Sch.Bip. - Bidens pilosa L. - Bidens populifolia Sherff - Bidens reptans (L.) G.Don - Bidens sandvicensis Less. - Bidens schaffneri (A.Gray) Sherff - Bidens schimperi Sch.Bip. - Bidens serrulata (Poir.) Desf. - Bidens squarrosa Kunth - Bidens tenuisecta Gray - Bidens tetraspinosa Majeed Kak & Javeid - Bidens torta Sherff - Bidens trifoliatum Kaulf. - Bidens tripartita L. - Bidens triplinervia Kunth - Bidens triplinervia var. macrantha - Bidens valida Sherff - Bidens vulgata Greene - Bidens wiebkei Sherff - Bidens zavattarii Cufod. |